# Riley J. Wilson

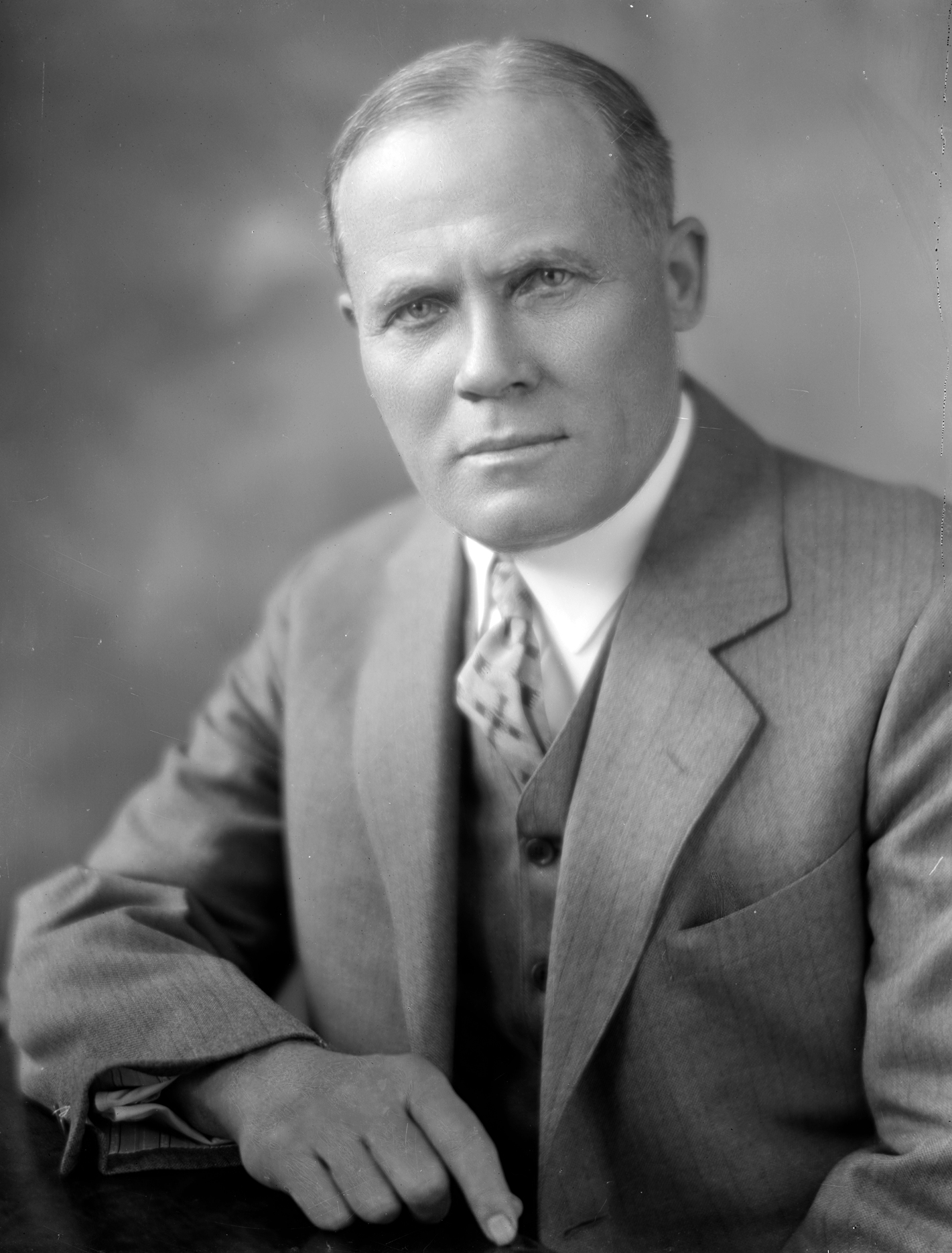
Riley J. Wilson

Riley Joseph Wilson (* 12. November 1871 bei Goldonna, Natchitoches Parish, Louisiana; † 23. Februar 1946 in Ruston, Louisiana) war ein US-amerikanischer Politiker. Zwischen 1915 und 1937 vertrat er den Bundesstaat Louisiana im US-Repräsentantenhaus.

## Werdegang
Riley Wilson besuchte die öffentlichen Schulen seiner Heimat einschließlich des Beeson College in Arcadia. Danach absolvierte er im Jahr 1894 das Iuka Normal Institute im Bundesstaat Mississippi. Zwischen 1895 und 1897 unterrichtete er als Lehrer an der Harrisonburg High School in Louisiana. Nach einem anschließenden Jurastudium und seiner im Jahr 1898 erfolgten Zulassung als Rechtsanwalt begann er in Harrisonburg in seinem neuen Beruf zu  arbeiten.
Politisch wurde Wilson Mitglied der Demokratischen Partei. Im Jahr 1898 war er Mitglied einer Versammlung zur Überarbeitung der Staatsverfassung von Louisiana. Von 1898 bis 1904 gab Wilson die Zeitung „Catahoula News“ heraus. Zwischen 1900 und 1904 saß er als Abgeordneter im Repräsentantenhaus von Louisiana. Danach war er von 1904 bis 1910 Bezirksstaatsanwalt im achten Gerichtsbezirk dieses Staates. Die folgenden vier Jahre bis 1914 war er im gleichen Distrikt Richter.
Bei den Kongresswahlen des Jahres 1912 wurde Wilson im fünften Wahlbezirk seines Staates in das US-Repräsentantenhaus in Washington, D.C. gewählt, wo er am 4. März 1913 die Nachfolge von James Walter Elder antrat. Nach zehn Wiederwahlen konnte er bis zum 3. Januar 1937 elf zusammenhängende Legislaturperioden im Kongress absolvieren. In diese Zeit fiel unter anderem der Erste Weltkrieg. Außerdem wurden zwischen 1913 und 1933 sechs Verfassungszusätze verabschiedet. Seit 1929 war auch die Arbeit des US-Repräsentantenhauses von den Ereignissen der Weltwirtschaftskrise geprägt. Von 1917 bis 1919 war Wilson Vorsitzender des Wahlausschusses; von 1931 bis 1937 leitete er den Ausschuss, der sich mit dem Hochwasserschutz befasste. Im Jahr 1920 war er Delegierter zur Democratic National Convention in San Francisco, auf der James M. Cox als Präsidentschaftskandidat nominiert wurde. 1928 bewarb er sich um das Amt des Gouverneurs von Louisiana, unterlag aber in der Primary seiner Partei Huey Long.
Im Jahr 1936 wurde Riley Wilson von seiner Partei nicht für eine weitere Legislaturperiode im Kongress nominiert. Nach seinem Ausscheiden aus dem US-Repräsentantenhaus zog er sich aus dem öffentlichen Leben zurück. Er starb am 23. Februar 1946 in Ruston.